# Ryohakugebergte
Het Ryohakugebergte (Japans: 両白山地, Ryōhaku Sanchi) is een gebergte op het Japanse eiland Honshu. De bergketen strekt zich uit over de prefecturen Gifu, Toyama, Ishikawa, Fukui en Shiga en bevindt zich ten westen van de Japanse Alpen. Het gebergte wordt opgedeeld in de noordelijke Kaetsubergen, met Hakusan (2702 m) als hoogste top, en de zuidelijke Etsumibergen, met Nogohaku (1617 m) als hoogste bergtop. Het gebergte is vernoemd naar deze toppen, die beide 'haku' (wit) in hun naam hebben; ryo haku betekent 'beide wit'.

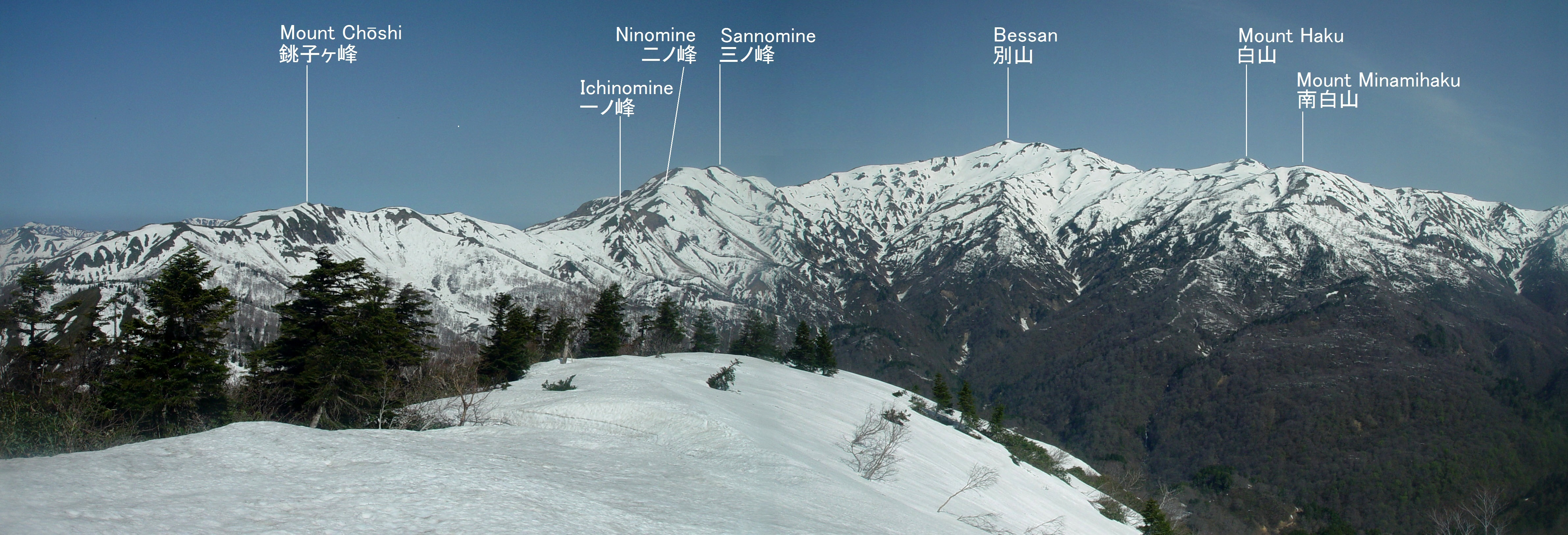
Het Ryohakugebergte gezien vanaf de berg Maru